# Castell de Cocentaina
El Castell de Cocentaina és un antic baluard en forma de cub del segle xiv, d'art gòtic militar. Ubicat a la serra de Mariola, a una altitud de 752 m. Al terme municipal de Cocentaina, al Comtat.
Va ser construït sobre les restes d'altres construccions defensives anteriors musulmanes dels segles X-XI, segons els documents islàmics que el mencionen. Va ser el primer objectiu militar durant les sublevacions musulmanes de mitjans del segle xiii (veure Al-Azraq). En la revolta de 1303 va ser incendiat i destruït.
Conserva restes de les seues muralles, però destaca la sòlida torrassa major, de planta quadrada i estil gòtic, amb fàbrica de carreus i finestres amb llinda. Al seu interior hi ha dos pisos, comunicats per un aljub.
Ha estat completament restaurat recentment. A seu interior es conserva una mostra de troballes arqueològiques de la zona del Castell. S'hi pot arribar amb cotxe fins als últims 200 metres, que es poden recórrer a peu per una senda empedrada.
El castell, és considerat un dels símbols més representatius de Cocentaina.